# Cum occasione
Cum occasione va ser una butlla papal emesa per Innocenci X, el juny 9, 1653. S'hi condemnen com herètiques cinc proposicions elaborat pel llibre pòstum Augustinus de Cornelius Jansen.
Aquest butlla va ser un dels intents de l'església per frenar el rampant jansenisme. Per això, el papa va nomenar una comissió que n'havia d'analitzar els principis dogmàtics a la base del jansenisme.
Les cinc proposicions condemnades, són les següents:
1. Alguns ensenyaments de Déu són impossibles d'observar, fins i tot pels innocents per manca de la gràcia necessària;
2. La gràcia interior, a l'estat de naturalesa caiguda, l'home no la pot resistir;
3. Per obtenir el mèrit o demèrit no és necessària la llibertat de necessitat interna, sinó només la llibertat de la restricció externa;
4. Els semipelagianistes s'equivoquen a ensenyar errònia que la voluntat humana pot resistir la gràcia o contribuir-hi;
5. És un error semipelàgianista dir que Crist va morir per tots.[2]